# Уорфел, Майкл Уильям
Майкл Уильям Уорфел (англ. Michael William Warfel; род. 16 декабря 1948, Элкхарт, штат Индиана, США) —  прелат Римско-католической церкви, 4-й епископ Джуно, 7-й епископ Грейт-Фолс-Биллингса.

## Биография
Майкл Уильям Уорфел родился в Элкхарте, штат Индиана 16 декабря 1948 года. Он был одним из пяти детей Роберта Уорфела и Джозефины Рамшес-Уорфел. Отец его имел голландско-германские корни и был баптистом; мать имела литовские корни и была католичкой. В подростковом возрасте он сознательно избрал католичество.
Обучался в университете штата Индиана, в семинарском колледже Святого Григория в Цинциннати, штат Огайо, где получил степень бакалавра искусств в философии. Продолжил образование в атенеуме Огайо, где получил степень магистра богословия и в колледже Святого Михаила в Колчестере, штат Вермонт, где получил степень доктора богословия. 26 апреля 1980 года был рукоположен в священники. Служил на приходах в архиепархии Анкориджа, штат Аляска.
19 ноября 1996 года римский папа Иоанн Павел II номинировал его в епископы Джуно. Епископскую хиротонию 17 декабря совершил архиепископ Фрэнсис Томас Хёрли, которому сослужили епископы Майкл Джозеф Каницки, О.И. и Уильям Стивен Скайлстэд.
Майкл Уильям Уорфел был председателем Комитета по евангелизации в США в Конференции католических епископов США с 1999 по 2002 год. 23 октября 2001 года был назначен апостольским администратором епархии Фэрбенкса. Занимал этот пост до назначения Дональда Джозефа Кеттлера 7 июня 2002 года.
20 ноября 2007 года римский папа Бенедикт XVI номинировал его в епископы Грейт-Фолс-Биллингса, штат Монтана. 16 января 2008 года он взошёл на кафедру.
В Конференции католических епископов США Майкл Уильям Уорфел занимает пост председателя подкомитета по Католической домашней миссии и является членом Административного комитета.